# Reinhard Vollhardt
Emil Reinhard Vollhardt (Seifersdorf, Turíngia, Imperi Alemany, 16 d'octubre de 1858 - Zwickau, 10 de febrer de 1926) fou un compositor alemany. Estudià al Conservatori de Leipzig i de 1883 a 1887 fou organista de l'església Gràcia de Hirschberg i des de 1887 exercí les funcions de cantor de l'església de Santa Maria i a la vegada de director de la Societat de Música i del Cor a cappella de Zwickau. Pianista i organista eminent, a la vegada que distingit compositor se li deuen nombrosos lieder i motets, i també Bibliographie der Musikwerke in der Ratsschulbibliothek zu Zwickau (1896) i Geschichte der Kantoren und Organisten in den Städten Sachsens (1899).